# کلاوس دولدینگر
کلاوس دولدینگر (انگلیسی: Klaus Doldinger؛ زادهٔ ۱۲ مهٔ ۱۹۳۶) موسیقی‌دان و نوازندهٔ ساکسوفون اهل آلمان است که بیشتر به‌دلیل آهنگ‌سازی موسیقی فیلم شناخته می‌شود. از فیلم‌های او می‌توان به عشق ابدی است اشاره کرد.